# Universitatea Tehnică Delft
Universitatea Tehnică Delft (în neerlandeză Technische Universiteit Delft), cunoscută și ca TU Delft, este cea mai veche și mai mare universitate publică neerlandeză, situată în Delft, Țările de Jos. În anul 2002 a fost clasificată de QS World University Rankings printre primele 10 universități de inginerie și tehnologie din lume. În domeniul arhitecturii a fost clasificată pe locul 2, după MIT (Massachusetts Institute of Technology). Cu opt facultăți și numeroase institute de cercetare, are peste 26.000 de studenți (undergraduate și postgraduate) și 6000 de angajați (personal didactic și de cercetare, personal auxiliar și de management.

## Istoric
Universitatea Tehnică Delft a fost fondată în 8 ianuarie 1842 de Willem al II-lea al Țărilor de Jos ca Academia Regală, pentru educația în specialități inginerești; legea de înființare o punea în categoria învățământului secundar.
În 20 iunie 1864 Academia Regală a fost desființată prin decret regal, fiind înlocuită prin Politechnische School te Delft, care urma să formeze ingineri în diferite specialități și arhitecți.
O nouă lege, din 22 mai 1905, a schimbat numele școlii în Technische Hoogeschool Delft (din 1934 Technische Hogeschool Delft), subliniind nivelul academic al educației. Politehnica a primit dreptul de a acorda titluri academice; numărul studenților atinsese 450. La deschiderea oficială a noii școli, în 10 iulie 1905, la care a participat regina Wilhelmina a Țărilor de Jos. În același an a fost acordat primul titlu de doctor.
După Al Doilea Război Mondial, TU Delft s-a dezvoltat rapid. În urma creșterii numărului de studenți, în 1974 a fost instituită Ontvangst Week voor Eerstejaars Studenten (săptămâna de recepție pentru studenții din anul I), devenită apoi o tradiție. La 1 septembrie 1986 Politehnica și-a schimbat numele în Technische Universiteit Delft. Din 2006 toate facultățile universității au fost relocate în afara orașului istoric Delft.

## Facultăți
TU Delft are opt facultăți:
- Werktuigbouwkunde, Maritieme Techniek & Technische Materiaalwetenschappen (Inginerie mecanică, maritimă și materiale)
- Bouwkunde (Arhitectură și construcții de mediu)
- Civiele Techniek en Geowetenschappen (Inginerie civilă și științele Pământului)
- Elektrotechniek, Wiskunde en Informatica (Electrotehnică, matematică și informatică)
- Industrieel Ontwerpen (Design industrial)
- Luchtvaart- en Ruimtevaarttechniek (Inginerie aerospațială)
- Techniek, Bestuur en Management (Tehnologie, politică și management)
- Technische Natuurwetenschappen (Științe aplicate)

## Galerie de imagini

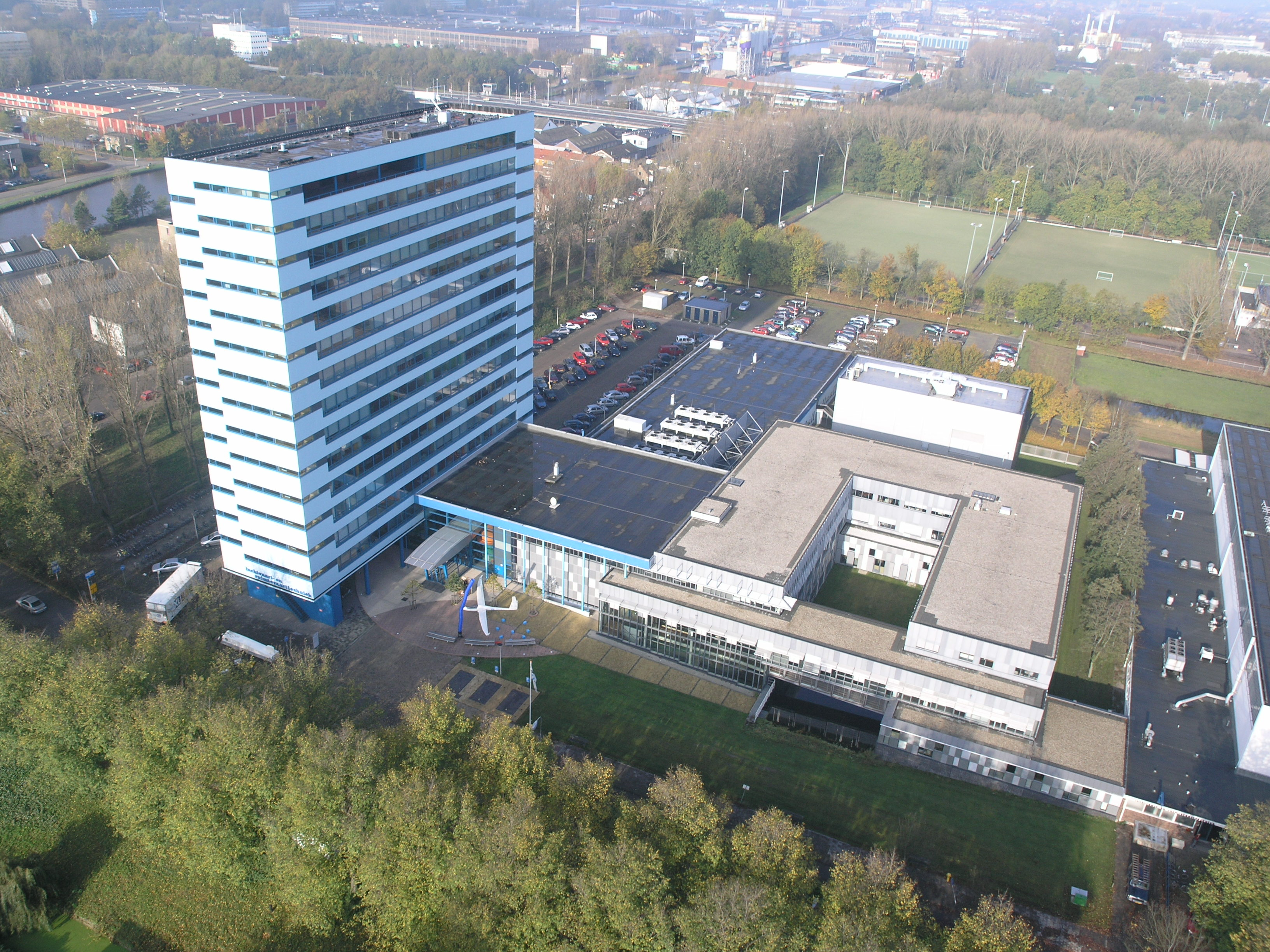
Facultatea de inginerie aerospațială
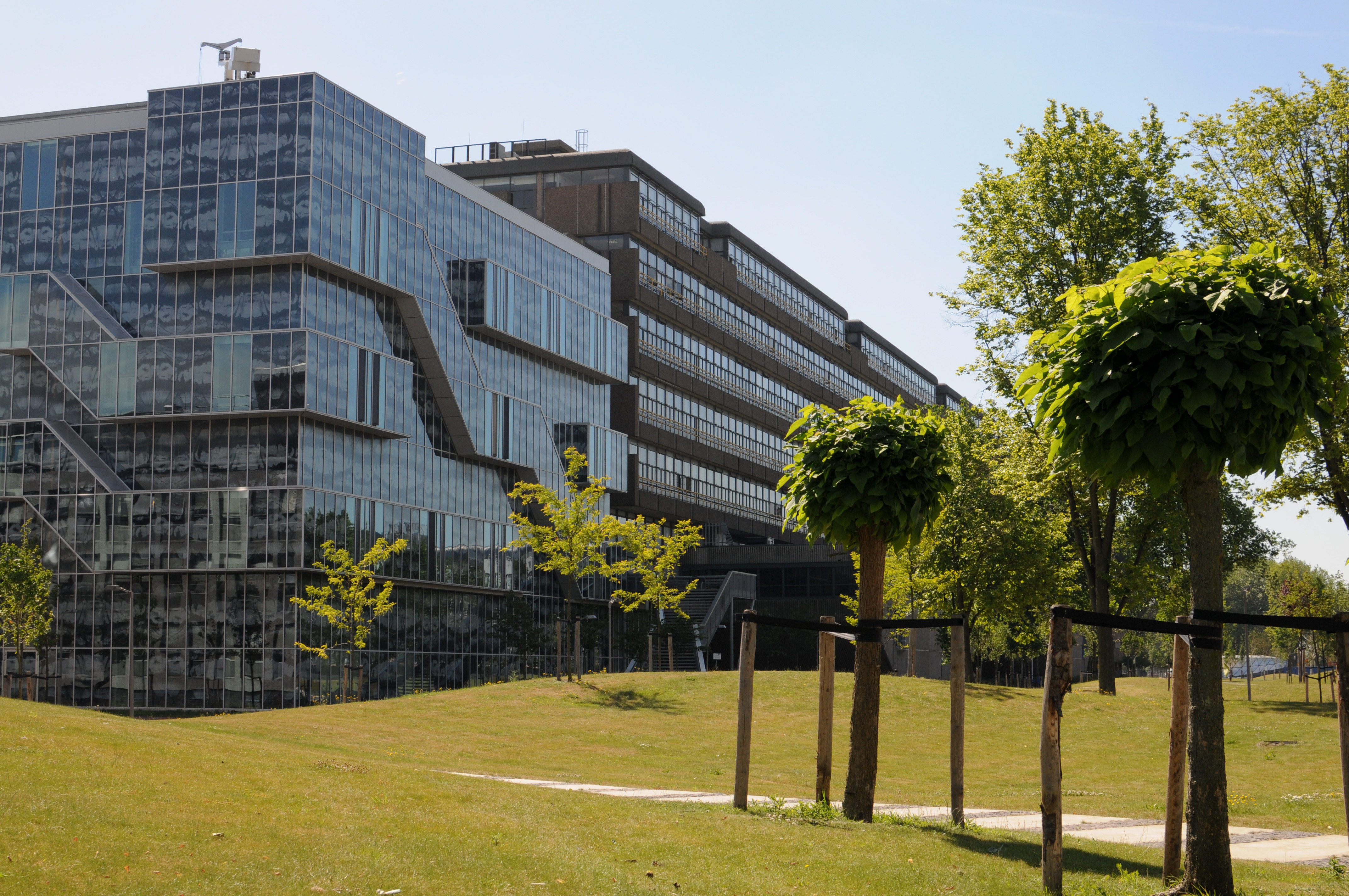
Facultatea de științele Pământului
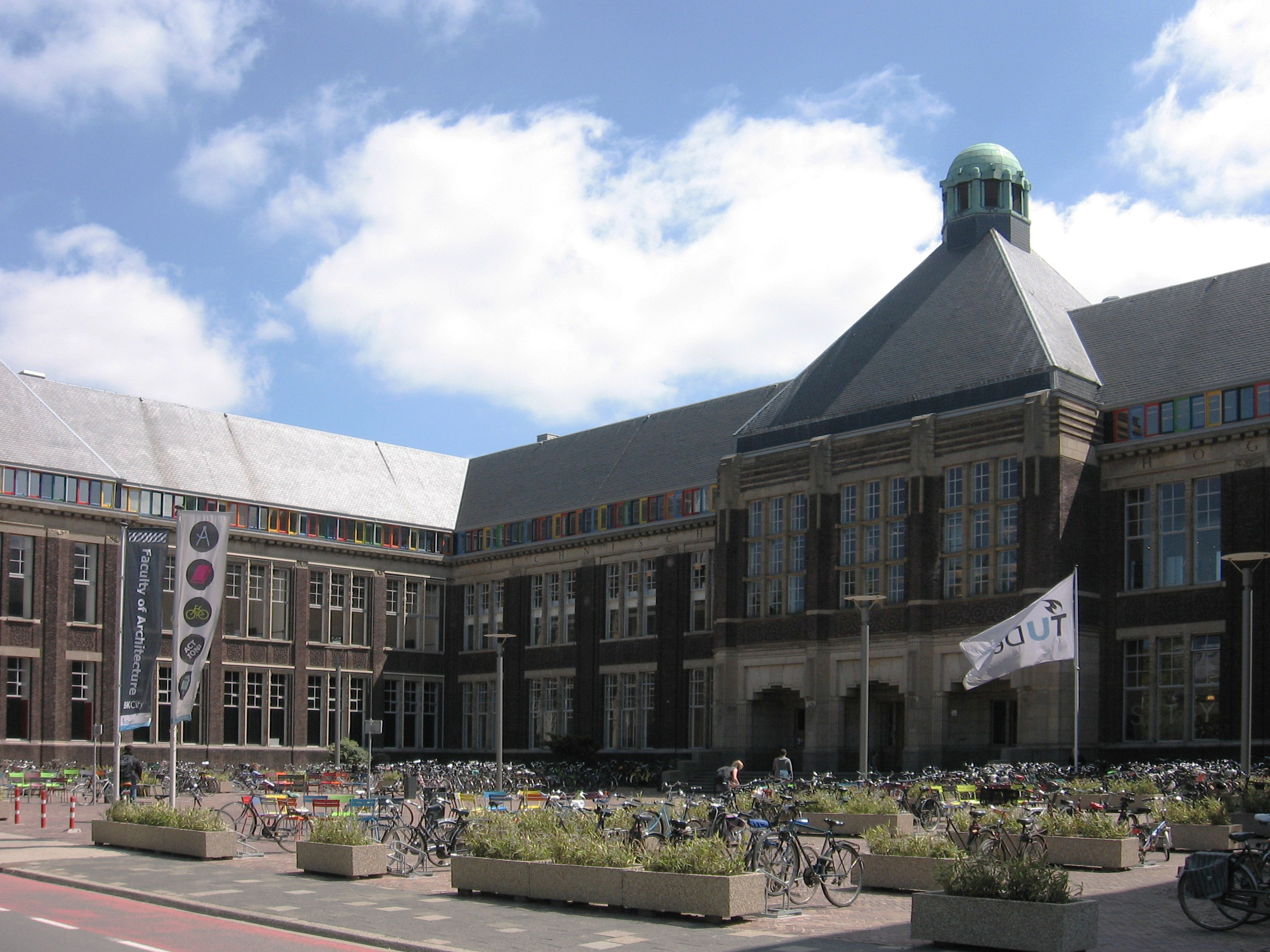
Facultatea de arhitectură
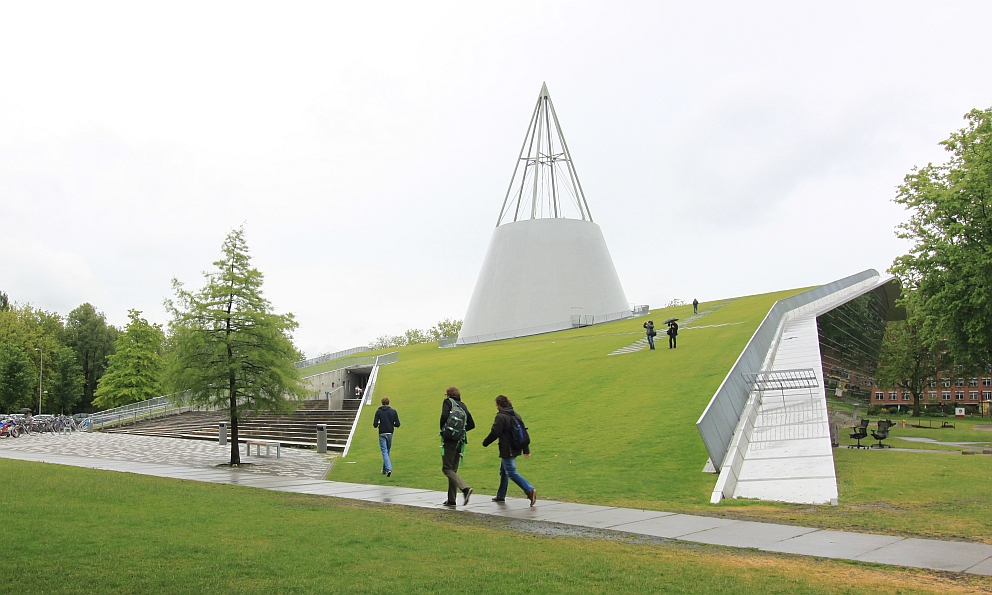
Biblioteca